# Carl Albrecht Helmuth von Maltzahn
Carl Albrecht Helmuth von Maltzahn (* 9. Oktober 1766 in Vanselow; † 22. Mai 1832 in Utzedel) war preußischer Kriegs- und Domänenrat sowie Landrat des Kreises Demmin.

## Leben

### Herkunft
Carl von Maltzahn entstammte dem pommerschen Adelsgeschlecht von Maltzahn. Er war der Sohn des Landrats Dietrich Christoph von Maltzahn (1726–1775) und der Gustava Magdalene von Maltzahn (1738–1804) aus dem Haus Teschow des mecklenburgischen Zweiges der Familie.

### Werdegang
Nach dem Tod des Vaters übernahm die Mutter die Erziehung Carl Albrechts und seiner fünf Geschwister. Nachdem er zuerst von Privatlehrern unterrichtet worden war, besuchte er nachweislich ab Ostern 1784 die Ritterakademie in Dom Brandenburg. Zu Ostern 1785 immatrikulierte er sich an der Brandenburgischen Universität Frankfurt, wo er neben Rechts- und Kameralwissenschaften Vorlesungen in Geschichte, Mathematik und Philosophie hörte.
Im November 1788 wurde er Referendar bei der Neumärkischen Kriegs- und Domänenkammer in Küstrin. Nachdem er seine Kenntnisse der Kameralistik erweitert hatte, absolvierte er am 18. August 1792 das große Examen und wurde am 28. August zum Assessor ernannt. Ein Jahr danach wurde er zum überzähligen Rat befördert. Offenbar da seine Karriere nur langsam voranschritt und wegen Kritik an seiner Befähigung und Geschäftsführung nahm er 1795 seinen Abschied. 
Im Erbvergleich mit seinem Bruder Hans Gustav von Maltzahn erhielt er 1796 das Gut Utzedel.
Er wurde am 19. Dezember 1811 zum Landrat im Demminschen Kreises und nach der Neuorganisation der Kreisgliederung im preußischen Staat 1818 zum Landrat des neu formierten Landkreises Demmin ernannt. Außerdem war er Generallandschaftsrat bei der Pommerschen Landschaft. Bis zu seiner Pensionierung am 1. Januar 1832 blieb er in diesem Amt.
Carl Albrecht Helmuth von Maltzahn war Träger des Roten Adlerordens 3. Klasse.

### Familie
Carl von Maltzahn heiratete am 13. Oktober 1797 in Zarrenthin Caroline Sophie Juliane Friederike von Sobeck (1770–1847).